# Reyer Venezia 1966-1967
Questa voce raccoglie le informazioni riguardanti la Reyer Venezia nelle competizioni ufficiali della stagione 1966-1967.

## Stagione
La Noalex Reyer Venezia disputa il campionato di Serie A terminando al 5º posto (su 12 squadre).

## Rosa 1966-67
- Giorgio Cedolini
- Guido Vaccher
- Vincenzo Bottan
- Antonio Calebotta
- Renzo Vincenti
- Ezio Lessana
- Nemania Duric
- Renato Albonico
- Roberto Zamarin
- Franco Ferro

Allenatore:
- Giulio Geroli[1]